# Жамези

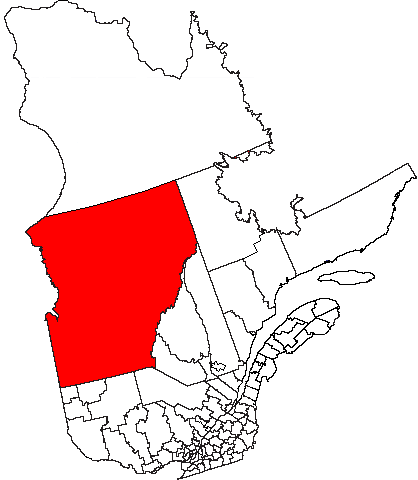
Жамези и Eeyou Istchee

Жамези (фр. Jamésie) — самый южный из трёх региональных муниципалитетов региона Север Квебека. Обозначается географическим кодом 991. Образован в 1971 г., до этого включался в состав историко-культурного региона Верхний Квебек (Pays-d’en-haut).

## География
Занимает 40 % территории региона. В 2007 году из его состава было выделено 7 анклавов индейцев-кри, из которых и состоит современная автономная область кри. Расположен на востоке залива Джеймс, по имени которого и назван муниципалитет. Занимает площадь в 298 199,45 км², что больше такого штата США, как Аризона. Население Жамези по данным переписи 2006 года составляет 14 871 жителей, преимущественно европейское по происхождению (франко-канадцы), сконцентрировано в 4-х городах: Шибугамо, Лебель-сюр-Кевильон, Шапе, Матагами и 7-и посёлках: Радиссон, Вильбуа, Валькантон, Валь-Паради, Бокантон, Демаревиль и Микелон, которые вместе с неурбанизированной территорией составляют округ Бе-Жамс. Официальный язык — французский. Столица — город Шибугамо, расположенный на крайнем юго-востоке региона с населением 7500 жителей, что делает его крупнейшим населённым пунктом как на территории Жамези, так и в регионе Север Квебека. Основное занятие населения — обслуживание комплекса ГЭС проект Бе-Жамс на реке Гранд-Ривьер.